# Winnemucca, Nevada
Winnemucca är en stad och administrativ huvudort i Humboldt County i delstaten Nevada, USA.